# Solenopsis crivellarii
Solenopsis crivellarii är en myrart som beskrevs av Menozzi 1936. Solenopsis crivellarii ingår i släktet eldmyror, och familjen myror. Inga underarter finns listade i Catalogue of Life.